# Peter Andersson (basketspelare)
Björn-Peter Andersson, född 11 juli 1958 i Västerås, är en svensk före detta basketspelare.
Den 185 cm långa Andersson har spelat över 500 matcher i Södertälje BBK:s A-lag och blivit svensk mästare 1978, 1987 och 1988. Han var med i det svenska lag som deltog i OS 1980 i Moskva och där slutade på 10:e plats.